# 简单对象访问协议
SOAP（原为Simple Object Access Protocol的首字母缩写，即简单对象访问协议）是交换数据的一种协议规范，使用在计算机网络Web服务（web service）中，交换带结构的信息。SOAP为了简化网页服务器（Web Server）从XML資料庫中提取資料時，节省去格式化頁面時間，以及不同應用程序之間按照HTTP通信协议，遵从XML格式执行资料互换，使其抽象于语言实现、平台和硬件。此標準由IBM、Microsoft、UserLand和DevelopMentor在1998年共同提出，並得到IBM、蓮花（Lotus）、康柏（Compaq）等公司的支持，於2000年提交給全球資訊網聯盟（World Wide Web Consortium，W3C），目前SOAP 1.1版是業界共同的標準，屬於第二代的XML協定（第一代具主要代表性的技術為XML-RPC以及WDDX）。
用一个简单的例子来说明SOAP使用过程，一个SOAP消息可以发送到一个具有Web Service功能的Web站点，例如，一个含有房价信息的数据库，消息的参数中标明这是一个查询消息，此站点将返回一个XML格式的信息，其中包含了查询结果（价格，位置，特点，或者其他信息）。由于数据是用一种标准化的可分析的结构来传递的，所以可以直接被第三方站点所利用。

## 相关定义
- SOAP封装（envelope）：定义了一个框架，描述消息中的内容是什么、是谁发送的、谁应当接受并处理它以及如何处理它们；
- SOAP编码规则（encoding rules）：定义了一种序列化的机制，用于表示应用程序需要使用的数据类型的实例；
- SOAP RPC表示（RPC representation）：定义了一个协定，用于表示远程过程调用和应答；
- SOAP绑定（binding），它定义了SOAP使用哪种协议交换信息。使用HTTP/TCP/UDP协议都可以。

把SOAP绑定到HTTP的方式，同时利用了SOAP的样式和分散的灵活性特点以及HTTP的丰富特征库的优点。在HTTP上传送SOAP并不意味着SOAP会覆盖现有的HTTP语义，而是HTTP上的SOAP语义会自然地映射到HTTP语义。在使用HTTP作为协议绑定的场合中，RPC请求映射到HTTP请求上，而RPC应答映射到HTTP应答。然而，在RPC上使用SOAP并不仅限于HTTP协议绑定。

## 历史

SOAP曾经代表“Simple Object Access Protocol”，但是这种缩写已经在标准的1.2版后被废止了。1.2版在2003年6月24日成为W3C的推荐版本。这种缩写容易与SOA——Service-Oriented Architecture产生歧义，即使它们之间存在非常大的差异。
SOAP由Dave Winer、Don Box、Bob Atkinson、 Mohsen Al-Ghosein於1998年设计，當時只作为一种对象访问协议。现在，SOAP规范 （页面存档备份，存于）由万维网联盟 （页面存档备份，存于）的XML工作组 （页面存档备份，存于）维护。

## 传输方式
SOAP使用因特网应用层协议作为其传输协议。SMTP以及HTTP协议都可以用来传输SOAP消息，但是由于HTTP在如今的因特网结构中工作得很好，特别是在网络防火墙下仍然正常工作，所以被广泛采纳。SOAP亦可以在HTTPS上传输。
SOAP的消息格式采用XML。

## 语法规则
- SOAP消息必须用XML来编码
- SOAP消息必须使用SOAP Envelope命名空间
- SOAP消息必须使用SOAP Encoding命名空间
- SOAP消息不能包含DTD引用
- SOAP消息不能包含XML处理指令

## SOAP消息实例

### 请求
```
<soapenv:Envelope

	
xmlns:soapenv=
"http://schemas.xmlsoap.org/soap/envelope/"

	
xmlns:xsd=
"http://www.w3.org/2001/XMLSchema"

	
xmlns:xsi=
"http://www.w3.org/2001/XMLSchema-instance"
>

	
<soapenv:Body>

		
<req:echo
 
xmlns:req=
"http://localhost:8080/wxyc/login.do"
>

			
<req:category>
classifieds
</req:category>

		
</req:echo>

	
</soapenv:Body>

</soapenv:Envelope>

```

### 回应
```
<soapenv:Envelope

	
xmlns:soapenv=
"http://schemas.xmlsoap.org/soap/envelope/"

	
xmlns:wsa=
"http://schemas.xmlsoap.org/ws/2004/08/addressing"
>

	
<soapenv:Header>

		
<wsa:ReplyTo>

			
<wsa:Address>
http://schemas.xmlsoap.org/ws/2004/08/addressing/role/anonymous
</wsa:Address>

		
</wsa:ReplyTo>

		
<wsa:From>

			
<wsa:Address>
http://localhost:8080/axis2/services/MyService
</wsa:Address>

		
</wsa:From>

		
<wsa:MessageID>
ECE5B3F187F29D28BC11433905662036
</wsa:MessageID>

	
</soapenv:Header>

	
<soapenv:Body>

		
<req:echo
 
xmlns:req=
"http://localhost:8080/axis2/services/MyService/"
>

			
<req:category>
classifieds
</req:category>

		
</req:echo>

	
</soapenv:Body>

</soapenv:Envelope>

```